# Dark Souls III
Cet article concerne le jeu vidéo de 2016. Pour celui de 2011, voir Dark Souls. Pour celui de 2014, voir Dark Souls II. Pour le film, voir Dark Souls (film).
Dark Souls III (ダークソウルIII, Dāku Sōru Surī) est un jeu vidéo de type Action-RPG à la troisième personne de dark fantasy développé par FromSoftware et édité par Bandai Namco Entertainment. Ce troisième opus de la série Dark Souls est sorti sur Microsoft Windows, PlayStation 4 et Xbox One en mars 2016 au Japon et en avril en Amérique du Nord et en Europe.
Deux DLC, Ashes of Ariandel et The Ringed City, sont sortis par la suite pour conclure le jeu. Une version complète contenant le jeu de base et les deux DLC, intitulée Dark Souls III: The Fire Fades, est sortie en avril 2017.
Dark Souls III a été un grand succès critique et commercial, se vendant au total à plus de 10 millions d'exemplaires, dont trois millions dans les deux premiers mois. Les critiques le considèrent comme une conclusion digne et appropriée de la série.

## Système de jeu
Le jeu reprend les codes des précédents opus de la série des Souls en peaufinant ses aspects. L'essentiel du gameplay consiste en de l'exploration et des combats, notamment de boss. Les joueurs peuvent personnaliser leur personnage (apparence, classe, physique) et leur équipement grâce à une grande variété d'armes, d'armures et d'objets, avec chacun leurs spécificités: épées à une main, à deux mains, dagues, arcs, bombes incendiaires, boucliers... À chaque ennemi tué, ils récoltent des âmes qui font office de monnaie pour acheter de l'équipement ou augmenter ses statistiques (points de vie, endurance, force, dextérité, intelligence, foi). Dans l'exploration du monde, les feux de camp font office de points de sauvegarde et de checkpoints. Cependant se reposer à un feu de camp fait réapparaître tous les ennemis (hormis les boss et certains personnages particuliers).
La mort dans ce jeu est une partie importante du gameplay (et de l'histoire). Mourir fait tomber toutes les âmes du joueur sur les lieux de sa mort, et périr une seconde fois avant de les avoir récupérées les fait disparaître à tout jamais. De par sa difficulté, Dark souls III est ce que l'on appelle un die and retry (ou mourir et ressayer), chaque échec pousse à un apprentissage constant.
Au cours du jeu, les joueurs rencontrent différents types d'ennemis, avec chacun un type de comportement différent. Certains varient dans leur style au cours des combats. De nouveaux styles de combat sont introduits dans Dark Souls III, dont des compétences de maniement des armes et des boucliers, compétences spécifiques à chaque arme et qui permettent un type d'attaque unique qui coûte des focus points. Le jeu met davantage l'accent sur l'aspect jeu de rôle en développant la construction du personnage et en offrant au joueur davantage de choix tactiques.
Le mode de jeu en ligne permet au joueur d'envahir ou d'être envahi par un autre joueur et de s'affronter en PvP. Il permet également de laisser des marques sur le sol visibles à tous qui servent soit de message (aide, avertissement ou encore piège), soit de marque d'invocation afin de se faire aider pour affronter un boss.

## Histoire
Au sein du royaume de Lothric, le retentissement d'une cloche signale que la Première Flamme, responsable du maintien de l'Âge du Feu, se meurt. Comme cela est arrivé maintes fois par le passé, la venue de l'Âge des Ténèbres provoque l'apparition des Carcasses, condamnées à se relever après leur mort. L'Âge du Feu peut être prolongé en se liant au Feu, un rituel dans lequel les grands seigneurs et héros sacrifient leur âme afin de faire perdurer la Première Flamme. Cependant, le Prince Lothric, désigné comme devant se lier au Feu, a abandonné son devoir et choisi d'observer de loin la mort des flammes. La cloche est le dernier espoir pour l'Âge du Feu, ressuscitant les anciens Seigneurs des Cendres (les héros s'étant liés au Feu dans les anciens âges) pour tenter de lier la Première Flamme une fois de plus, mais tous les Seigneurs, sauf un, cherchent à fuir leur devoir. La cloche appelle ainsi des guerriers morts-vivants ayant échoué à se lier au Feu, appelés Morteflammes. Le joueur incarne un de ces Morteflammes, qui devra tuer les quatre Seigneurs des Cendres pour ramener leurs cendres et les lier au Feu : les Veilleurs des Abysses, des combattants héritiers d'Artorias le Marche-Abysses ayant uni leurs âmes ; Yhorm, le géant devenu roi d'une cité humaine vénérant la Flamme profanée ; Aldrich, le Dévoreur d'hommes dont la faim l'a amené à se nourrir des âmes des anciens Dieux vivant autrefois à Anor Londo. Il trouvera enfin le prince de Lothric dans son château, protégé par son frère aîné, plus doué au combat mais estropié.
Une fois les Cendres des Seigneurs réunies au Sanctuaire de Lige-Feu, le Morteflamme ouvre la voie vers le Kiln de la Première flamme, où il devra affronter l'Âme des Cendres, un être né des âmes de tous les Seigneurs des Cendres qui se sont succédé. Quatre fins sont possibles, selon les choix du joueur : le Morteflamme peut tenter de se lier au Feu, appeler la Gardienne du Feu pour éteindre la flamme et commencer une nouvelle ère de ténèbres, tuer la Gardienne ou s'emparer de la flamme et devenir le Seigneur noir de Londor.

### Ashes of Ariandel
Le Morteflamme rencontre un personnage mystérieux, Gaël le chevalier esclave, qui lui parle d'un tableau et demande si le Morteflamme est un Boutefeu. À l'issue de leur dialogue, Gaël tend un morceau de toile au Morteflamme, qui est propulsé au moment où il touche la toile dans le monde peint d'Ariandel, un château au sommet d'une montagne enneigée dont les alentours sont envahis par une moisissure. Le Morteflamme y trouve Sœur Friede, une femme qui lui demande de partir afin de tenir éloigné d'Ariandel quiconque ayant touché la Première Flamme pour préserver ce monde. Une autre femme, la Peintre, cherche à peindre un monde à partir du morceau de toile de Gaël. Le Morteflamme croise ensuite Père Ariandel, qui craint la Première Flamme. Friede tentera de tuer le Morteflamme pour l'empêcher de mettre le feu à la peinture, mais à sa mort, Ariandel la ranime et ils tentent de tuer ensemble le Morteflamme. Freide reviendra une 3e fois sous la forme d'Elfriede Flamme-noire. Une fois Elfriede définitivement tuée, la Peintre se décide à peindre un nouveau monde, qui sera le foyer d'une autre personne.

### The Ringed City
Le Morteflamme trouve la voie vers le Capharnaüm des Confins, un lieu où le monde s'effondre sur lui-même à cause de la fin de l’Âge du Feu, les royaumes des ères passées et présentes s’écroulent sur eux-mêmes poussant les civilisations à converger vers une destination commune : la Cité Enclavée. En se frayant un chemin entre les restes du château de Lothric, les ruines de l’Aiguille de Terre (une tour vue dans Dark Souls II) et le Sanctuaire de Lige-Feu dévasté du premier Dark Souls, le Morteflamme atteint enfin la Cité Enclavée, encore ensoleillée alors que le reste du monde est sous une éclipse perpétuelle depuis la mort des Seigneurs des Cendres.
La ville est un cadeau fait par Gwyn, l'ancien Dieu, aux Pygmées, les ancêtres de l’Humanité. En plus de la ville, Gwyn a également offert aux Pygmées sa plus jeune fille : Filianore, cette dernière protégeant l’Âme Ténébreuse (Dark Soul) et la ville, empêchant notamment son érosion. Le Morteflamme doit donc traverser la ville et ses dangers pour arriver jusqu’à l’église où se trouve Filianore, plongée dans un sommeil éternel. En voulant la réveiller, le joueur se retrouve alors dans le futur : Filianore s’est transformée en carcasse, la Cité Enclavée est en ruines et la lumière du soleil a arrêté d’illuminer la ville.
C’est dans cette zone dévastée que le Morteflamme retrouve Gaël, le chevalier esclave à la recherche de l’Âme ténébreuse pour la Peintre, ancienne prisonnière du Monde peint d'Ariandel, qui a besoin de l'Âme comme pigment pour commencer à peindre un nouveau monde. La mission de Gaël l’a ainsi amené à la Cité Enclavée où il a rencontré les seigneurs Pygmées et dont leur sang pourrait convenir comme pigment pour la Peintre. Malheureusement pour lui, le sang des Pygmées s’est desséché au fil des années et est désormais inutile. Devenu fou à la suite de cette révélation et déterminé à accomplir sa quête, Gael massacre les Pygmées en leur tranchant la gorge et essaie de boire leur sang afin de s’emparer de l’Âme ténébreuse engendrant la mutation de son corps, l’amenant à grossir et à se déformer. Quand le Morteflamme rencontre finalement Gaël, ce dernier est corrompu par l’Âme ténébreuse et attaque le Morteflamme dans une rage sans nom. Il est finalement abattu, permettant au Morteflamme de récupérer le Sang de l’Âme ténébreuse et de le donner à la Peintre. De ce don naîtra un monde nouveau, « froid et paisible »…

## Développement
Le développement du jeu a commencé à la mi-2013, avant la sortie de Dark Souls II, dont le développement a été géré par Tomohiro Shibuya et Yui Tanimura à la place du créateur de la série, Hidetaka Miyazaki. Le jeu a été développé en parallèle de Bloodborne mais a été géré par deux équipes distinctes. Miyazaki est revenu pour diriger Dark Souls III, tandis qu'Isamu Okano et Tanimura, les directeurs respectifs de Steel Battalion: Heavy Armor et Dark Souls II, ont été co-directeurs du jeu. Miyazaki croyait à l'origine que la série n'aurait pas beaucoup de suites, Dark Souls III est le quatrième opus de la série des Souls. Miyazaki a ajouté plus tard que le jeu ne serait pas le dernier jeu de la série, et servirait plutôt de « tournant » pour la franchise et le studio, car c'était le dernier projet de FromSoftware avant que Miyazaki ne devienne le président de la société. Plusieurs captures d'écran du jeu ont été divulguées avant sa révélation officielle à l'Electronic Entertainment Expo 2015,. Le gameplay du jeu a ensuite été montré pour la première fois à la gamescom 2015 en août.
Miyazaki a déclaré que les limites de Bloodborne lui ont donné envie de revenir à la série des Souls. Selon lui, la conception du level design a été imaginée pour devenir davantage qu'un autre « ennemi » auquel le joueur doit faire face,. Cependant, tout comme la façon dont les anciens jeux Souls racontent leurs histoires, Dark Souls III développe l'intrigue en laissant de grandes zones de flou : les joueurs peuvent essayer de comprendre l'histoire simplement au travers des conversations avec les personnages non jouables (PNJ), la réalisation artistique ou encore les descriptions des objets du jeu. Pour cette raison, Miyazaki déclare qu'il n'y a pas d'histoire officielle et unique, et son intention dans la conception du jeu était de ne pas imposer son point de vue au joueur, en ajoutant que l'exploration afin de comprendre l'intrigue et le monde du jeu sont encouragés. Les améliorations du tir à l'arc, en particulier la vitesse de tir, a été inspirée par Legolas de la franchise Le Seigneur des Anneaux . La conception visuelle du jeu se concentre sur la « beauté flétrie », avec des braises et des cendres dispersées dans le monde du jeu. La bande originale du jeu a été principalement écrite par la compositrice de Dark Souls II et Bloodborne, Yuka Kitamura, et interprétée par l'Orchestre philharmonique de Tokyo. De la musique supplémentaire a été écrite par Motoi Sakuraba le compositeur de Dark Souls, avec un thème de boss unique chacun par Tsukasa Saitoh et Nobuyoshi Suzuki.
Dark Souls III est sorti au Japon sur PlayStation 4 et Xbox One le 24 mars 2016, et est sorti dans le monde entier,, sur Microsoft Windows, le 12 avril 2016. Un stress test pour le jeu était disponible pendant trois jours en octobre 2015, il a permis aux joueurs sélectionnés par Bandai Namco de tester les fonctionnalités réseau du jeu avant sa sortie.
La première extension de contenu téléchargeable (DLC) du jeu, intitulée Ashes of Ariandel, est sorti le 24 octobre 2016,. Le deuxième et dernier DLC, The Ringed City, est sorti le 28 mars 2017. Les deux DLC ont ajouté de nouvelles zones, boss, armures et armes au jeu. Une version complète contenant le jeu de base et les deux DLC, intitulée Dark Souls III: The Fire Fades Edition, est sortie le 21 avril 2017.

## Accueil

### Critique
Dark Souls III a reçu un accueil critique globalement favorable, mettant en avant les visuels et les mécaniques de combat, les joueurs les comparant à celle du titre précédent de FromSoftware, Bloodborne,,,,. Chloi Rad de IGN donne une note de 9,5/10, déclarant que « si Dark Souls 3 est vraiment le dernier de la série telle qu'on la connaît, alors c'est une conclusion digne ». Rich Stanton de Eurogamer qualifie le jeu d'« essentiel » et de « fabuleux », considérant également qu'il conclut bien la saga. Steven Strom d'Ars Technica écrit qu'il retrouve dans Dark Souls III le style si particulier de la série ainsi que les meilleurs combats de boss de la série. Simon Parkin de The Guardian donne la note maximale au jeu, considérant que si le titre n'a plus le facteur de nouveauté du premier, il est le mieux réalisé de la série.
Les critiques pointent des problèmes de frame rate et de performance, une conception linéaire du monde, et un mauvais lancement sur le marché occidental par Bandai Namco,. Philip Kollar de Polygon donne un 7/10, considérant que le titre a peu de surprises. Une partie des problèmes techniques du titre a été corrigé par un patch le 9 avril 2016.
Le premier DLC, Ashes of Ariandel, a été bien reçu, notamment l'introduction d'un système de combat PvP, mais beaucoup ont reproché un manque de contenu et une durée de jeu courte,. Le second DLC, The Ringed City, a également été bien reçu, offrant pour certains une conclusion satisfaisante à la trilogie, mais pour d'autres une simple réadaptation des caractéristiques reconnues de la série.

### Ventes
Aux États-Unis, Dark Souls III se vend à 504 000 exemplaires entre la date de sortie le 12 avril et la fin du mois, il est également le titre le plus vendu aux États-Unis le mois de sa sortie. Le 10 mai 2016, Bandai Namco annonce avoir expédié trois millions d'exemplaires de Dark Souls III dans le monde, dont 500 000 au Japon et en Asie, 1,5 million en Amérique du Nord et un million en Europe. Il est à sa sortie, le jeu vidéo le plus vendu aussi rapidement édité par Bandai Namco Entertainment America, devenant ainsi le lancement le plus réussi de l'entreprise. Le 19 mai 2020, Bandai Namco annonce avoir expédié 27 millions de copies pour l'ensemble des jeux de la franchise dont 10 millions pour Dark Souls III.